# Stanisław Skorodecki
Stanisław Skorodecki (ur. 9 listopada 1919 we Lwowie, zm. 31 lipca 2002 w Rewalu) – polski duchowny katolicki, kapelan prymasa Stefana Wyszyńskiego.

## Życiorys
Święcenia kapłańskie otrzymał 6 stycznia 1945 r. w Tarnowie. Do 1951 r. był wikariuszem w parafiach w Mielcu i w Ropczycach. Podczas kolędy 11 stycznia 1951 r. został aresztowany przez funkcjonariuszy Urzędu Bezpieczeństwa, a następnie skazany na 10 lat więzienia pod zarzutem czynnego przeciwstawiania się władzy ludowej i przygotowywania zbrojnej grupy oporu dla obalenia ustroju. Wyrok odbywał w Rawiczu, następnie w 1953 r. został skierowany do Stoczka Klasztornego, by tam pełnić funkcję kapelana prymasa Wyszyńskiego. Następnie razem z nim przebywał w Stoczku Klasztornym i Prudniku do 1955 r.
Po wyjściu na wolność Skorodecki został prefektem w liceum pedagogicznym w Tarnowie i sekretarzem w sądzie biskupim w Tarnowie.
W 1957 na polecenie Eugeniusza Baziaka zamieszkał na plebanii w Kudowie-Zdroju, a ok. 1958 został zawieszony w pełnieniu funkcji kapłańskich. Następnie krótko pracował jako wychowawca w bursie dla chłopców w Trzebnicy, skąd został zwolniony. Powrócił wówczas do Tarnowa i zamieszkał ze swoimi rodzicami. Prawo wykonywania czynności kapłańskiej przywrócił mu ok. 1965 biskup Jan Nowicki, administrator apostolski polskiej części archidiecezji lwowskiej z siedzibą w Lubaczowie, który przyjął go do pracy w macierzystej diecezji. Tam był wikariuszem kooperatorem parafii w Krowicy (1966-1968), wikariuszem parafii protokatedralnej w Lubaczowie (1968-1978), od 1978 wikariuszem ekspozytem, a od 1979 administratorem parafii św. Mikołaja w Lubaczowie.
Od 1986 r. pracował w archidiecezji szczecińsko-kamieńskiej jako penitencjarz katedralny, spowiednik kleryków oraz w latach 1991–1999 proboszcz szczecińskiej katedry. Po posłudze w katedrze przeszedł na emeryturę do parafii św. Ottona w Szczecinie, gdzie sprawował posługę duszpasterską, aż do dnia śmierci.
Był konsultantem filmu Prymas. Trzy lata z tysiąca, w którym jego postać zagrał Zbigniew Zamachowski. W pracy duszpasterskiej Skorodecki zajmował się głównie wychowaniem młodzieży – z grona jego uczniów ponad 150 zostało kapłanami. Zmarł tragicznie w wodach Bałtyku 31 lipca 2002 r. Pogrzeb odbył się w Ropczycach, gdzie spoczął na miejscowym cmentarzu parafialnym.
W 1999 został honorowym obywatelem Lubaczowa.

## Kontrowersje
Prokuratura nie znalazła podłoża przestępczego w okolicznościach jego śmierci. Śmierć Skorodeckiego nastąpiła dwa dni po ukazaniu się w tygodniku „NIE” artykułu oskarżającego go o pedofilię. Zarzuty o molestowanie potwierdził również na bazie własnych osobistych doświadczeń z księdzem prof. Stanisław Obirek. Nazwał go nawet „drapieżcą”, a jego śmierć w wodach Bałtyku uznał za karę boską.
Niektórzy historycy twierdzą, że Skorodecki był konfidentem Urzędu Bezpieczeństwa, w okresie wspólnego uwięzienia z prymasem Wyszyńskim. Zdaniem historyk Ewy Czaczkowskiej, w IPN znajduje się 10 tomów jego donosów na prymasa Stefana Wyszyńskiego. Skorodecki odrzucał wszelkie zarzuty rzekomej współpracy z Urzędem Bezpieczeństwa i Służbą Bezpieczeństwa.